# Lusthaus im Italienischen Garten (Dresden)

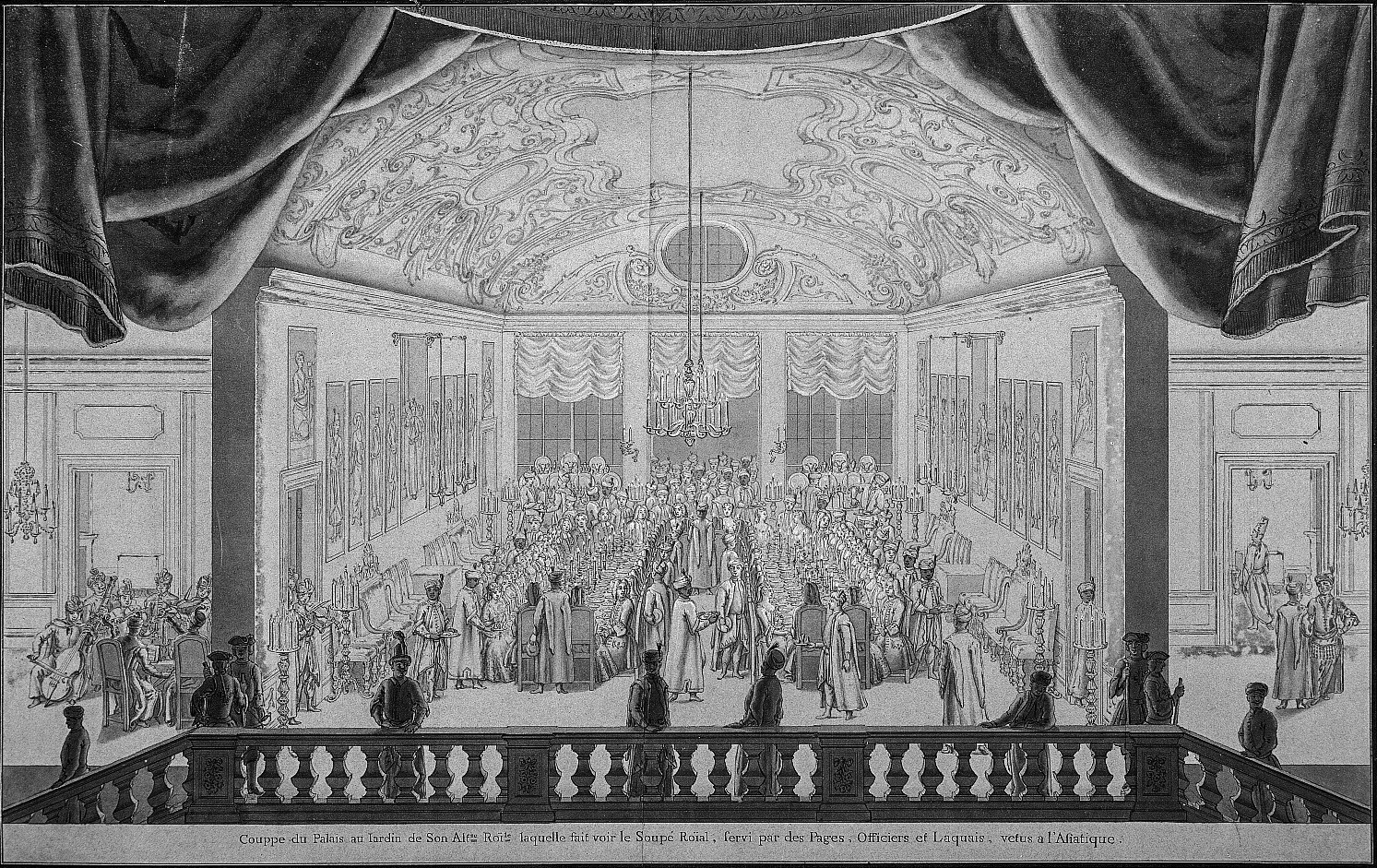
Innenansicht des Lusthauses 1719 nach dem Umbau von Pöppelmann (Carl Heinrich-Jakob Fehling 1719)

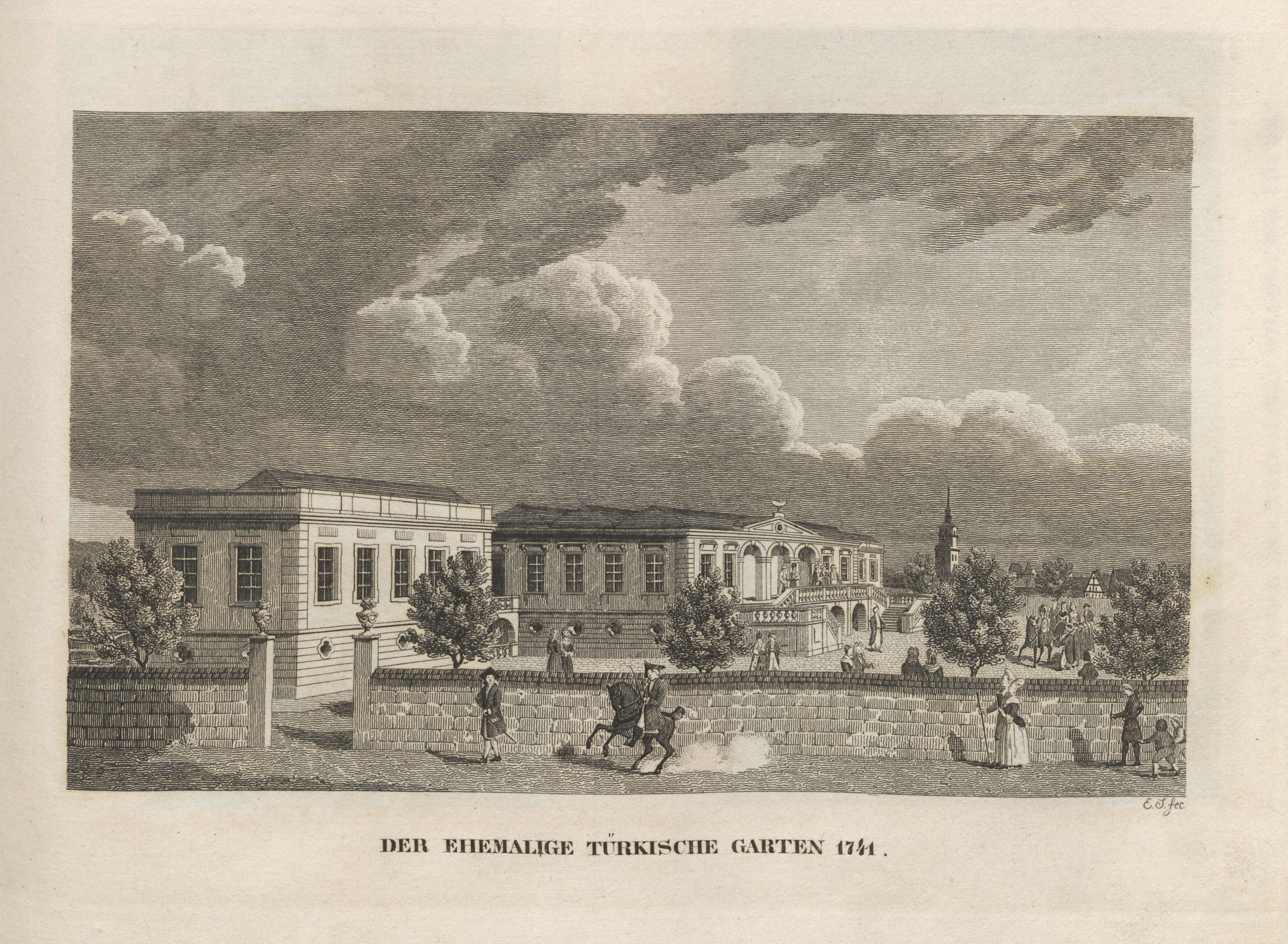
Der ehemalige Türkische Garten 1741

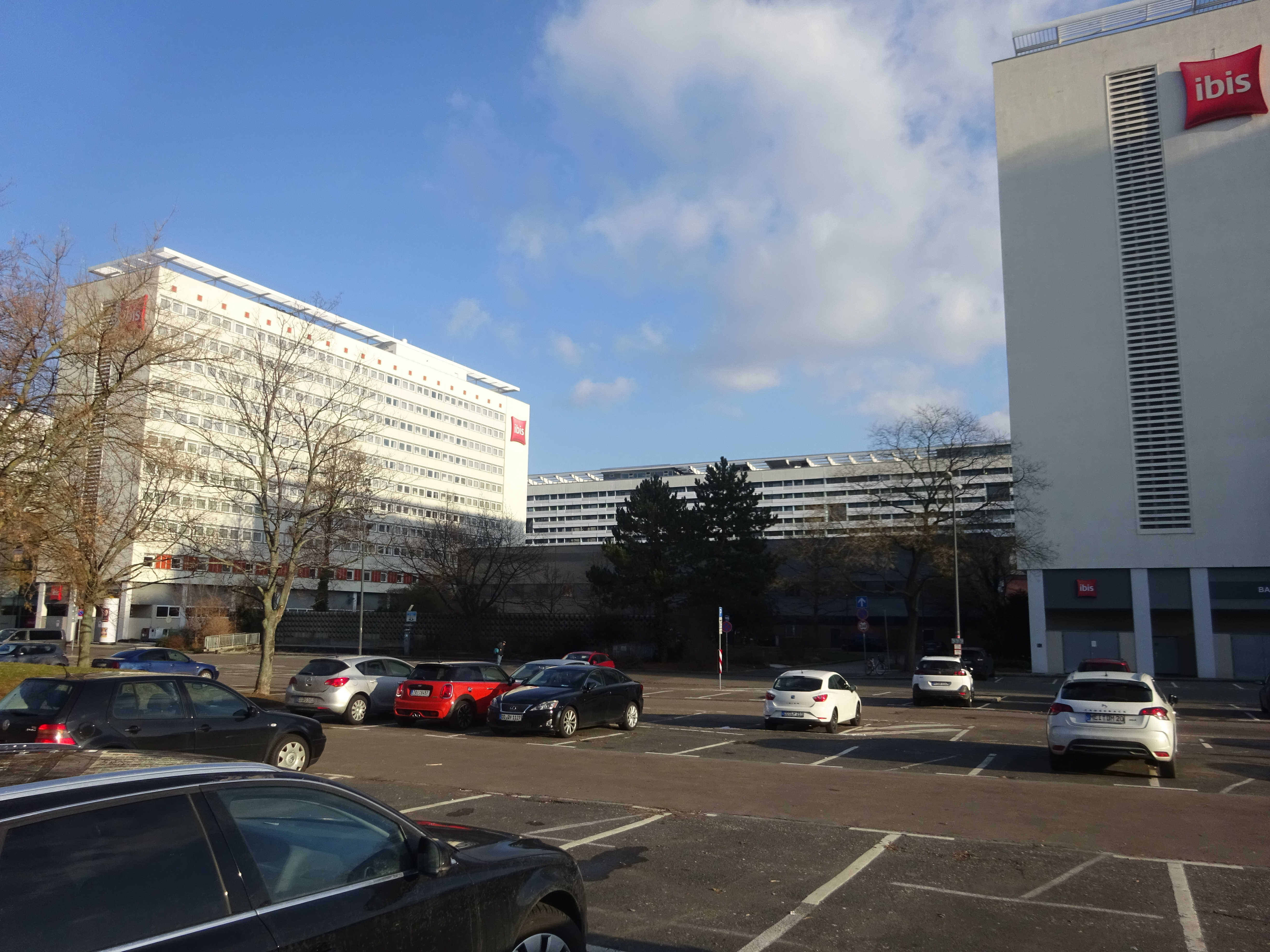
Der ungefähre Standort des Lusthauses im 2019

Das Lusthaus im Italienischen Garten war ein zwischen 1664/68 errichtetes höfisches Gartengebäude des Frühbarock in Dresden, das sich in einem neu angelegten Garten südlich vor der Stadt befand. 1719 wurde der Bau von Matthäus Daniel Pöppelmann umgebaut und die Anlage nun „Türkischer Garten“ genannt. 1760 wurde das Lusthaus zerstört und der Garten später überbaut.
Als Architekten des Lusthauses werden Wolf Caspar von Klengel und sein Mitarbeiter Johann Georg Stracke angenommen.

## Geschichte und Gestalt
Es handelte sich bei dem Lusthaus im Italienischen Garten um ein villenartiges Gebäude mit einem erhöhten Hauptgeschoss über einer Sockelzone. Dieses aufwändige Gebäude lag in einem langgestreckten, in den mittleren 1660er Jahren vollständig neu angelegten Garten südwestlich außerhalb der Festungswerke von Dresden, der heute selbst in den Parzellengrenzen vollständig verschwunden ist.
Der erste erhaltene Plan von 1706 von Samuel Nieborg zeigt einen etwa rechteckigen, sich in West-Ost-Richtung erstreckenden Garten mit Kantenlängen von 110 × 450 m, der in zwei fast gleichgroße Hälften geteilt ist, zwischen denen das Lusthaus liegt. Auf der Mittelachse des Gartens stehend, war das Lusthaus mit seiner Vorderfront nach Westen zum Ziergarten mit Parterren und Rondellen ausgerichtet, während sich auf der anderen Seite nach Osten ein regelmäßig bepflanzter Baumgarten erstreckte.

Stadtplan von 1796 (gesüdet), Nr. 48 Der Hoheitengarten
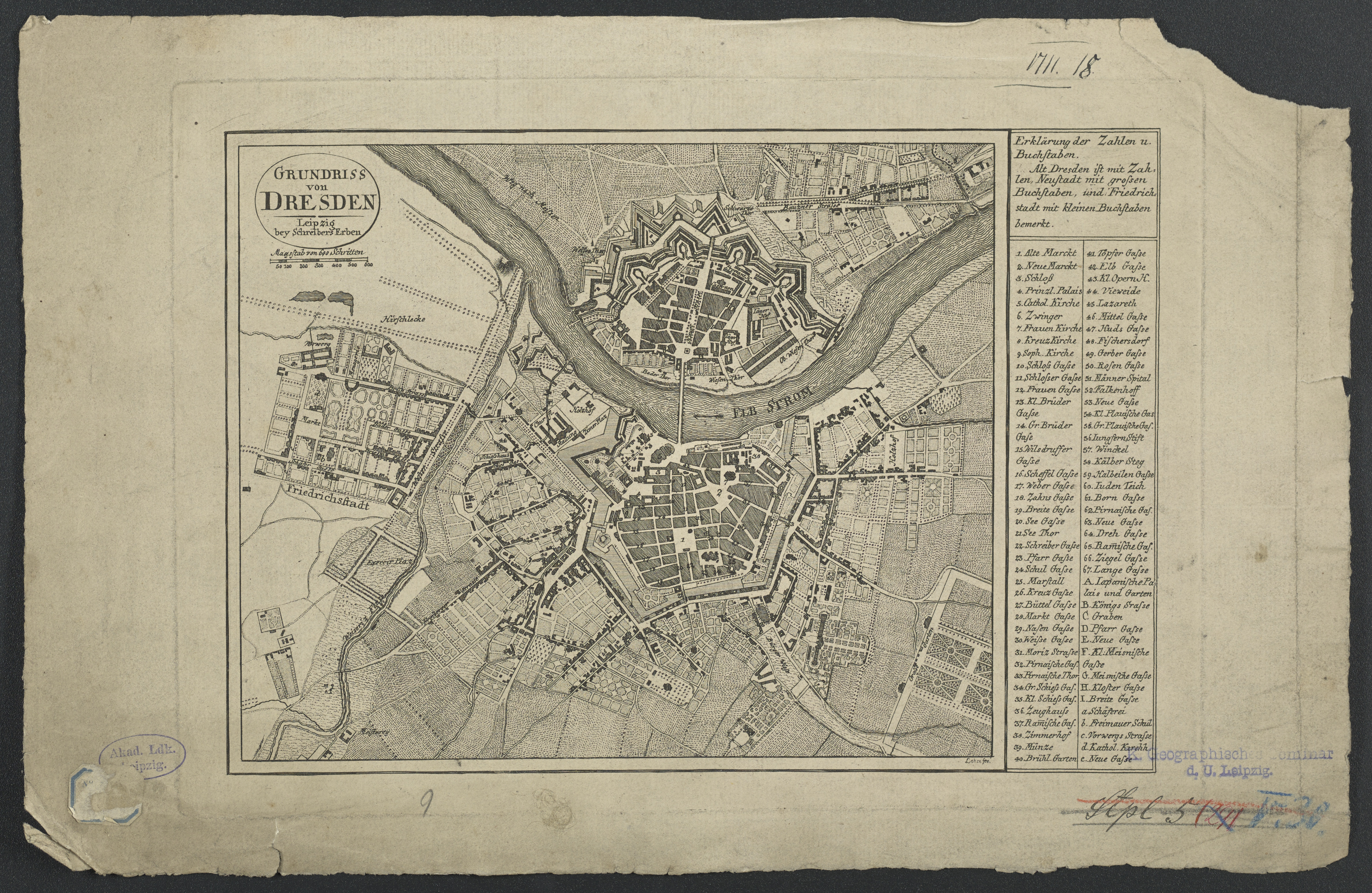
Stadtplan von 1750, Umbau erkennbar
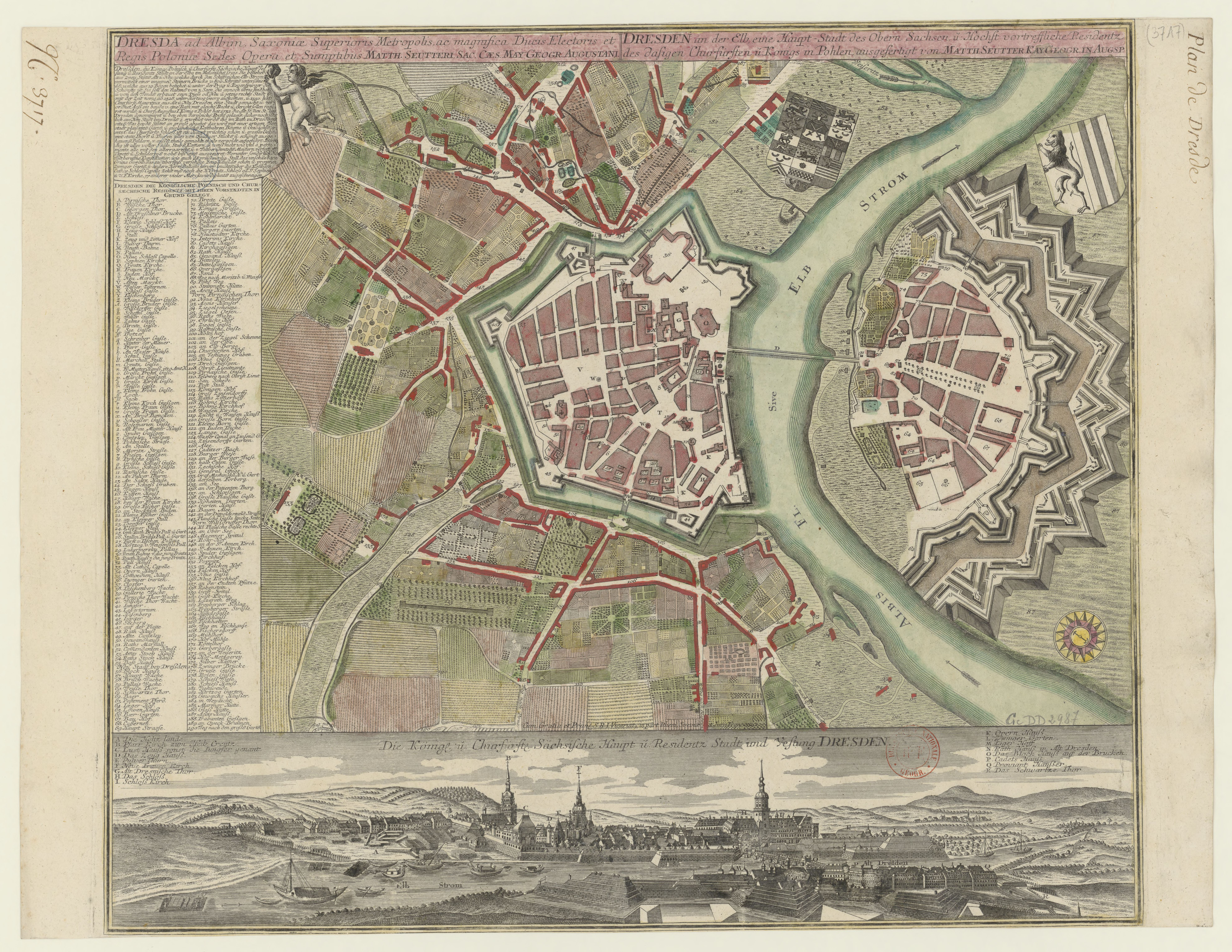
Stadtplan um 1755, komplett überbaut

Das Lusthaus bestand aus einem nicht ganz quadratischen Mittelbau und zwei flankierenden, über Terrassen mit dem Mittelbau verbundenen Seitenpavillons. Die drei Bauten waren über einer schmalen Sockelplatte in Unter- und Obergeschoss gegliedert, wobei das untere durch die gequaderte Rustika eindeutig als Sockelgeschoss definiert war. Ein Rundbogenportal im Treppensockel führte in das Erdgeschoss. Das Obergeschoss des Mittelbaus wurde durch eine doppelte, vierläufige Freitreppe erschlossen, die sich mit ihrer breiten Lagerung und den rustizierten Wangen in das Sockelgeschoss des Mittelbaus einfügte. Das Geschoss war einfach gestaltet. Am Mittelbau flankierten je zwei Rechteckfenster mit geraden Verdachungen einen dreiachsigen, giebelbekrönten Mittelrisalit mit großen, rundbogig geschlossenen Fenstertüren und vorgelegter Pilasterstellung. Die seitlichen Fassaden des Mittelbaus waren in fünf Fensterachsen aufgeteilt. Regelmäßig durchfenstert und mit etwas kleineren, geohrten Rechteckfenstern zu fünf bzw. zwei Achsen ausgestattet, ordneten sich die Seitenpavillons dem Mittelbau deutlich unter.
Die Freitreppe des Dresdner Lusthauses verband den Festsaal mit dem Garten. Im inszenatorischen Stellenwert der Treppe und ihrer Verbindungsfunktion zwischen Festsaal und Garten lag das Neue der Konzeption, indem hier die ältere Bauaufgabe der Villa den zeitgenössischen Anforderungen angepasst wurde. Die zum Baumgarten auf der Ostseite gerichtete Rückseite des Hauptbaus war mit einem Mittelrisalit und mit wenigstens einem Portal im Erdgeschoss ähnlich wie die Vorderfront gestaltet, dieser aber durch die fehlende Treppe bedeutungsmäßig untergeordnet.
Das Lusthaus war auf den umgebenden Garten ausgerichtet und in dieser Korrespondenz zwischen Haus und Garten neuartig in der Architektur des sächsischen Frühbarock.
Der Mittelbau hatte eine Grundfläche von etwa 786 Quadratmetern und war im Obergeschoss in drei Bereiche aufgeteilt. Hinter dem Risalit lag ein ca. 11 × 26 m großer Saal, der durch die gesamte Gebäudetiefe ging und von zwei Raumfolgen flankiert wurde. Diese bestanden aus je drei kleineren Räumen. Ein schmaler Raum wurde von zwei quadratischen eingefasst, die über eine Tür mit dem Mittelsaal verbunden waren. Eine Zeichnung von 1719 gibt ein Bild von der damaligen Ausstattung und Nutzung des Lusthauses. Der Besucher betrat den Saal vom Garten aus. Dieser war mit einem flachen, bemalten Tonnengewölbe, einem umlaufenden Gesims, reich profilierten Türrahmen und ganzfigurigen Porträts an den Längswänden ausgestattet. Er diente als Festraum. In den Nebenräumen, die mit Wandgliederungen versehen sind, nahmen die Musiker in der Zeit des Festmahls im Saal Platz. Die Zeichnung und die kompakten Abmessungen deuten darauf hin, dass diese Räume möglicherweise als Paradeappartement konzipiert waren und Teil des Festbetriebs waren. Die kleinen Raumfolgen der Seitenpavillons dürften dagegen als zeitweiliger, vom Fest unabhängiger Aufenthaltsort für Mitglieder der kurfürstlichen Familie gedient haben. Der Sinn des ungewöhnlich hohen Erdgeschosses mit dem Zugang im Treppensockel erklärt sich aus einem dort angelegten Theater.